# 댄 벤슨
댄 벤슨(Dan Benson, 1987년 9월 10일 ~ )은 미국의 배우이다.

## 출연 작품
- 백업 보이프렌드 (2014)
- 8광구: 몬스터의 부활 (2010)
- 양파 무비 (2008)
- 우리 가족 마법사 - 시리즈 (2007)
- 영 아티 펠드만 (2004)
- 리틀 블랙 북 (2004)